# Chrysophyllum contumacense
Chrysophyllum contumacense – gatunek drzew należących do rodziny sączyńcowatych. Występuje na terenie Peru.